# Pantalica
Pantalica je važno prirodno područje koje se nalazi na visoravni okruženoj kanjonima koje su urezale rijeke Anapo i Calcinara, između gradova Ferla i Sortino u jugoistočnoj Siciliji. Pantalica je dio tri rezervata prirode: Naturale Orientata Pantalica, Valle dell'Anapo i Torrente Cava Grande. Ona se nalazi na 10 km dugom antičkom putu koji je povezivao Sirakuzu i Vizzini.
Nekropolu Pantalice čini više od 5.000 grobnica uklesanih u stijene od 13. do 7. stoljeća pr. Kr. One su, zajedno s povijesnim središtem Sirakuze, god. 2005. upisane na UNESCO-ov popis mjesta svjetske baštine u Europi.

## Povijest
Oko 13. stoljeća pr. Kr. Sikulci su potjerali autohtono stanovništvo iz obalnih naselja u brda Sicilije gdje su se mogli bolje braniti od pridošlica. Starogrčki izvori navode kako je kralj Hiblon osnovao grad Megara Hyblea 728. pr. Kr. na rubu svog kraljevstva. Kasnije je grčki grad Sirakuza uništila ovo kraljevstvo prilikom svog širenja u unutrašnjost i osnovala svoju koloniju Magna Graecija u Akri 664. pr. Kr. Jedino što je ostalo od drevnog naselja je Anaktoronova palača (Palazzo del Principe) i nekropola s 5,000 grobnica u malim umjetnim špiljama.
U srednjem vijeku ovo područje su opetovano pustošili barbari, gusari i naposljetku Saraceni u 9. stoljeću, te ga je stanovništvo potpuno napustilo. Čak i danas se na stijenama Pantalice mogu prepoznati ostaci kuća iz bizantskih vremena, kao i male oslikane kapele Grotta del Crocifisso, Grotta di San Nicolicchio i Grotta di San Micidario.
- Špiljska grobnica Pantalice
- Ulaz u jednu od grobnica

## Odlike
Nekropole Pantalice čini više nekropola:
- Nekropolu Filiporta (9 km od Ferle) čine različite grobnice u dolini Anapa i okolnim obroncima iz posljednjeg razdoblja (13. – 9. stoljeće pr. Kr.)
- Sjeverozapadne nekropole su najstarije (13. – 11. stoljeće pr. Kr.)
- Nekropole Cavetta sadrže grobnice od 9. – 8. stoljeća pr. Kr., ali i neke bizantske građevine
- Sjeverne Nekropole su najveće, a datiraju od 12. – 11. stoljeća pr. Kr.

Anaktoronova palača (Palazzo dell’Anaktoron) je megalitna građevina (12. – 11. stoljeće pr. Kr.) s različitim četvrtastim prostorijama u duhu megarona Mikenske palače u Grčkoj. Zbog toga su neki znanstvenici iznijeli tezu kako su Mikenjani imali neku vrstu radionica na Siciliji.

## Vanjske poveznice
- Vincenzo Consolo, Le pietre di Pantalica, Mondadori, 1999. ISBN 88-04-46193-4
- Galerija fotografija Nekropola Pantalice  Arhivirana inačica izvorne stranice od 2. veljače 2015. (Wayback Machine) (tal.)
- Anaktoronova palača  Arhivirana inačica izvorne stranice od 16. svibnja 2008. (Wayback Machine) - Informacije, povijest i fotografije (tal.)
- Necropoli di Cavagrande del Cassibile (tal.)

|  | Zajednički poslužitelj ima još gradiva o temi Pantalica |